# Ctenucha ruficeps
Ctenucha ruficeps là một loài bướm đêm thuộc phân họ Arctiinae, họ Erebidae.